# واوپیلن
واوپیلن (به فرانسوی: Vaupillon) یک کمون در فرانسه است که در Canton of La Loupe واقع شده‌است.

## خصوصیات
واوپیلن ۱۲٫۴۷ کیلومترمربع مساحت و ۴۷۸ نفر جمعیت دارد و ۲۱۰ متر بالاتر از سطح دریا واقع شده‌است.